# 武家官位
武家官位（日语：／），有时又称武家官途，是指日本战国时代至江户时代，武士所获得或自称的官职和位阶。